# Jadwiga Piłsudska
Jadwiga Piłsudska-Jaraczewska (Varsovia, 28 de febrero de 1920 - ibídem, 16 de noviembre de 2014) fue una arquitecta polaca, tenienta y piloto del ejército polaco.

## Biografía

### Juventud
Fue la segunda hija del mariscal Józef Piłsudski y de Aleksandra Szczerbińska. Su padrino fue el político Walery Sławek. Pasó su juventud principalmente en Varsovia, donde vivía con su familia en el Palacio Belwederski y en Sulejówek, en la casa solariega "Milusin" que los soldados le habían dado a Piłsudski. Junto con su hermana Wanda, asistió a la Escuela Secundaria Wandy z Posseltów Szachtmajerowej, una moderna institución para mujeres, que finalizó en 1939. El 1 de julio de 1928 Jadwiga y su hermana Wanda se convirtieron en las madrinas de dos barcos, llamados "Jadwiga" y "Wanda", respectivamente. Después de la muerte del Mariscal, el 2 de abril de 1936, el Consejo Familijna, fue designado para cuidar a ambas hijas, acordó comprarles una granja en el este de Polonia. Del 11 al 12 de mayo de 1936, Jadwiga Piłsudska participó en las ceremonias fúnebres de su abuela, María de Billewicz, cuyos restos fueron traídos a Vilna según el último deseo del mariscal. Junto con su madre, Aleksandra y su hermana Wanda, colocaron una urna con el corazón de Józef Piłsudski en el Cementerio de Rasos. 
En 1937, comenzó a volar en planeadores, entrenando en la escuela de vuelo Sokole Góra. También voló en el aeroclub de Varsovia desde el aeropuerto de Mokotow. El vuelo más largo lo realizó en el parapente Dolphin en 1939. Después de obtener todas las categorías de planeador (A, B, C y el más alto - D), comenzó a realizar vuelos de mayor altura. Voló en planeadores IS-B Komar, CW-5, entre otros. Formó parte de la Preparación de Mujeres Militares, una organización de mujeres paramilitares. 

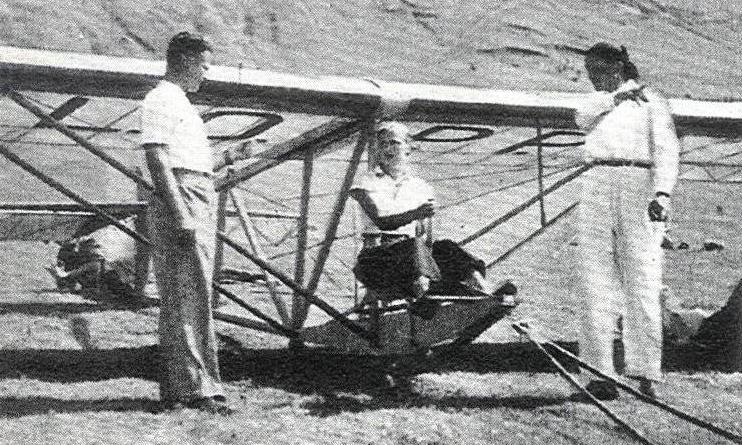

### La Segunda Guerra Mundial

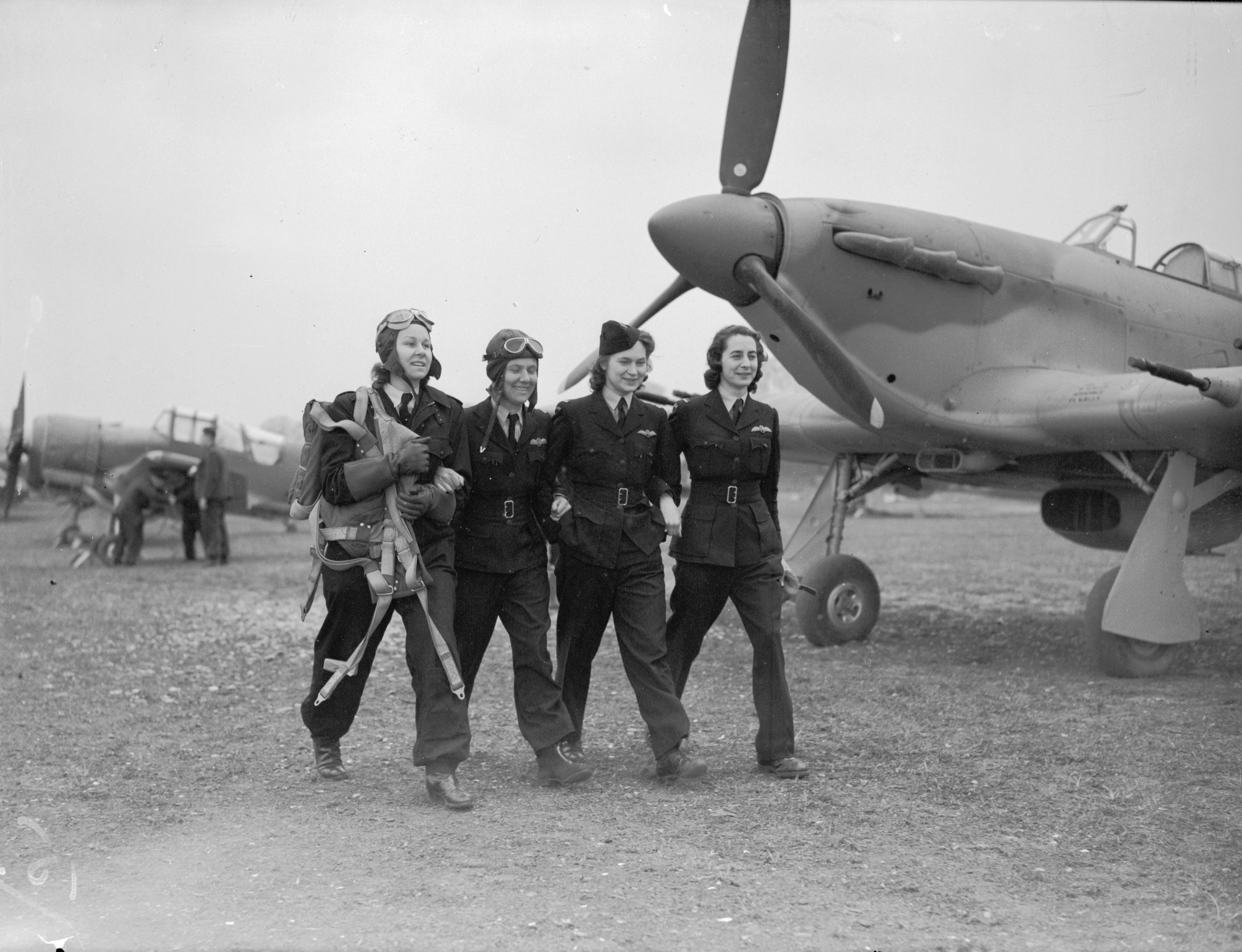
Mujeres pilotos del Air Transport Auxiliary service (1943). De izquierda a derecha: Roberta Sandoz (Washington), Kay Van Doozer (Los Angeles), Jadwiga Piłsudska (Warsaw) y Mary Hooper (Los Angeles).

En septiembre de 1939, junto con su madre y su hermana mayor Wanda, se encontraron en Vilna. Después de la agresión de la URSS a Polonia, partieron para Kaunas, y luego fueron evacuadas en un avión especial a través de Letonia y Suecia a Inglaterra.  
Estudió arquitectura en el Newnham College de la Universidad de Cambridge desde 1940. Desde el momento en que llegó a Inglaterra, solicitó la admisión al Air Transport Auxiliary, sin embargo, debido a su corta edad, recibió una respuesta negativa. En julio de 1942, fue admitida en el Servicio Aéreo Auxiliar de Mujeres de la Fuerza Aérea Real. Fue la tercera polaca, junto a Stefania Wojtulanis y a Anna Leska entre las cien que entraron al servicio. Después de entrenar, ella comenzó a servir como tenienta. 
Como piloto de ferry, transportó varios tipos de aviones (incluidos bombarderos bimotores) de fábricas a campos de combate en todo el Reino Unido y aviones dañados para su remodelación, reparación o depósito de chatarra.
Ella voló en varios tipos de aviones, incluyendo: Taylorcraft Auster, Fairey Barracuda, Fairchild, Hawker Hart, North American T-6 Texan, Hawker Hurricane, Avro 621 Tutor, Piper Cub, De Havilland Tiger Moth, Miles Magister, Fairey Albacore, Boulton Paul Defiant, Fairey Firefly, Westland Lysander, Miles Master, P-51 Mustang, Percival Proctor, Supermarine Spitfire (entre otros tipos: Mk. V, Mk. VB, Mk. VI, Mk. IX, Mk. XII), Avro Anson, Airspeed Oxford, Douglas B-23 Dragon, De Havilland Dragon Rapide.
Durante la guerra, voló 312 horas en los controles de 21 diferentes tipos de aviones de combate, bombarderos y aviones multiusos, realizando un promedio de dos vuelos diarios Jadwiga Piłsudska. Durante su servicio no tuvo ningún accidente, y sus superiores, en una opinión emitida en noviembre de 1943, la evaluaron "como una piloto muy prometedora con habilidades por encima del promedio".
En 1944 se casó con Andrzej Jaraczewski, oficial de la Armada. Después de la guerra, ella permaneció en el exilio en Inglaterra. 
Se graduó con una maestría en ingeniería civil, en 1946 en la Escuela de Arquitectura de la Universidad de Liverpool. También estudió urbanismo y sociología. Se dedicó a trabajar para los inmigrantes polacos en su tiempo libre. En Inglaterra se desempeñó como arquitecta. Diseñó casas (incluida la suya propia) y fue empleada por el Departamento de Planificación Urbana y Planificación en Londres. Más tarde, ella y su esposo abrieron una pequeña empresa que producía lámparas, apliques y muebles de diseño propio, que era su fuente de sustento. Tuvieron dos hijos, Krzysztof y Joanna, también arquitectos. Junto con su familia, participó en las actividades del Instituto Józef Piłsudski dedicado a la investigación de la historia polaca y la Fundación de la Familia Józef Piłsudski, que fundó con su hermana Wanda.
En el otoño de 1990, regresó a Polonia de forma permanente.

## En los medios
En 2005, se filmó un documental de mujeres polacas sobre Londres sobre el servicio en aviación.
Jadwiga Piłsudska es también la protagonista de los tres episodios del ciclo de programas documentales sobre personas meritorias para Polonia emitidas en 2007 por TVP1 titulado Notacje-Jadwiga Piłsudska-Jaraczewska. "Cuando comencé a volar".
También apareció en la película de Marek Widarski, Mujeres y Guerra, que cuenta el destino de catorce mujeres jóvenes que participaron en la Segunda Guerra Mundial realizado en 2005.

## Exposición
El Museo Polaco de Aviación en Cracovia presentó, en 2008, la muestra: Jadwiga Piłsudska, Anna Leska y Stefania Wojtulanis en Air Transport Auxiliary.

## Reconocimientos y distinciones
- Por su servicio, recibió la Cruz de Mérito de Bronce con Espadas.[11]
- El 28 de febrero de 2008, fue galardonada con la Cruz del Comandante de la Orden Polonia Restituta por el presidente de la República de Polonia, Lech Kaczyński.[12]
- En 2009 recibió la insignia de veterano ATA del embajador británico en Varsovia.
- En agosto de 2007, recibió la distinción "Alas azules", otorgada por los editores de Skrzydlatej Polski.